# Briel-sur-Barse
Briel-sur-Barse település Franciaországban, Aube megyében. Lakosainak száma 196 fő (2022. január 1.). Briel-sur-Barse Marolles-lès-Bailly, Mesnil-Saint-Père, Montiéramey, Montreuil-sur-Barse, La Villeneuve-au-Chêne és Villy-en-Trodes községekkel határos.

## Népesség
A település népességének változása:
| Lakosok száma | 143  | 145  | 160  | 170  | 219  | 214  | 206  | 204  | 199  | 196  |
|               | 1968 | 1982 | 1999 | 2006 | 2011 | 2015 | 2017 | 2018 | 2020 | 2022 |